# インペリアル サガ
『インペリアル サガ』は、スクウェア・エニックスが運営しているブラウザゲーム。ジャンルはRPGであり、サガシリーズ初のブラウザゲームとなる。アイテム課金制。Yahoo!ゲームで2015年6月18日に配信開始され、ハンゲーム、mixiゲーム、DMM GAMESでも配信されている。
2019年12月26日をもってサービスを終了。本作の後継タイトルとなる『インペリアル サガ エクリプス』がYahoo!ゲーム ゲームプラスおよびDMM GAMESにて2019年10月31日よりサービスが開始されている。

## 概要
シリーズの一作品である『ロマンシング サ・ガ2』をベースにした世界観で、歴代のキャラクターが登場するコンセプト。これは前作のソーシャルゲームである『エンペラーズ サガ』と共通しているが、ソーシャルゲームとブラウザゲームでは客層が違うこと、ゲーム内にBGMを使って欲しいという要望があったことが、開発理由の一つとなった。
プレイヤーは「アルタメノス帝国」の皇帝となり、家臣を率いて育成をしつつ、クエストを達成しながらストーリーを進めていく。
コンシューマゲームとは異なり、サービスが続く限り「終わり」のないブラウザゲームではありながら、ストーリーを終わらせる戦いとなる最終ボスの存在やエンディングがあることが、ゲームの流れの大きな特徴の一つ。プレイヤーはストーリーを終えてから再び同じストーリーの最初に戻ってリスタートすることを繰り返しながら、獲得したキャラクターの戦力を増強させ、全体の物語を構築する中に点在する、より多くのエピソードに触れることができる。

## 物語
「ステラ」と呼ばれる世界にて、人間を生んだ神「ネメアー」と魔物を生んだ神「ザルガ双神」が対立していた。互いの神は、それぞれの種族を世界に産み落とし続け、その勢力を拡大させていたが、人間側に比べて魔物側の増殖のほうが圧倒的に早かった。そこでネメアーは、世界のバランスを崩さない為にザルガ双神の説得を試みた。ザルガ双神のうち、妹マグダレーネは説得を受けて休眠に入ったものの、姉マグダレナは説得を受け入れず、戦いへと発展していった。その末にネメアーはマグダレナを打ち倒し、マグダレナが死の間際に生んだ三凶神「アン・ルー」「ネブルザグ」「ヴァダガラ」もまたネメアーによって同様の運命を辿った。
しかし眠りから覚めたマグダレーネがこの事を知ると、マグダレナ同様にネメアーへ戦いを挑んだ。そしてネメアーは人間の中から優れた戦士を選び出し、戦士「ゲート」とその後継者たちによってマグダレーネは倒された。しかしマグダレーネは双子の神としての能力を死の間際に発動させた。それは、互いの事象を入れ替える能力と、過去へ遡る能力であった。事象の転換によってマグダレナの死亡が無かった事になり、また過去へ遡ったことで三凶神へ「三相一体の神」となる知恵を吹き込む結果をもたらす。
本来ならば、アン・ルー、ネブルザグ、ヴァラガラは束になってもネメアーには決して勝てなかったが、三相一体の神という形に合体したことで、逆にネメアーを圧倒する。敗北を余儀なくされたネメアーは、自身の持つ神力の全てを放出することでヴァダガラから兄妹神を引き剥がした。互いを引き剥がされたことで元通りに引きちぎられた三凶神は、ネメアーの攻撃による無数の傷から魔力が溢れるのを止めることができなかった。結果、アン・ルーの凍結、ネブルザグの空間制御、ヴァダガラの重力の力がそれぞれ暴走し、ネメアーはこの力を利用して、異なる次元から多くの町や人々、果ては新たな魔物などが引き寄せらた複合世界「ディスノミア」を構築したのち、力つき肉体を四散させた。
三凶神の魔力は、ディノスミアを覆いつくしながら魔物を増強させる性質を持っており、世界は魔物が跋扈したことで人々は脅威にさらされる。しかしネメアーの意思は、ヴァダガラを倒すために異世界から人々を呼び集め、ヴァダガラに対抗できる力を作ろうとしていた。やがてネメアーの血を引き継ぐアルタメノス帝国の皇帝アデルが、これら異世界の人々から家臣を集い、彼らを率いて抵抗戦を重ねる日々を続けるようになった。
しかしネメアーの思惑とは裏腹に、呼び集められたのは人間だけでなく、魔物や神々といった類も含まれており、中にはヴァダガラへ与する勢力も存在していた。そして、アデルの前に異世界の神々の一人であるデスが冥府を拠点として立ちはだかる。アデルは果敢にデスへ戦いを挑んだが、その末にデスの最後の力によって相討ちになる。そこで、アデルはその死に際に、異世界の秘法である「伝承法」を発動させ、信頼のある家臣へ自身の魂を引き継がせることで、帝国はヴァダガラとの戦いをさらに続けることになる。
帝国は、ヴァダガラとの戦いを制するために、力を失ったネメアーの肉体である「魂の欠片」を集めながら、魔物や邪神たちとの戦いを進めていく。しかし、邪神サルーインが己の魔力をヴァダガラへ捧げる計画を発動させていたことで、傷を癒したヴァダガラは散り散りになっていた兄妹神を再び取り込み、三相一体の神として復活する。これにより地上はいよいよもって魔物に全面的に占領され、人々は最後の地下都市へ逃げ込むほかなかった。
抵抗する意思をなくしていた人々が大多数を占める中で、帝国に切り札がもたらされる。アデルは極秘裏に預言者との間に子を作っており、アデル同様に皇帝の素質を強く持っていた。長いこと行方がわからなかったが、この局面でついに発見したことで、最後の皇位継承者とした。やがて迎える決戦にて、これまで出会った人物たちの協力もあり、帝国は主要な家臣の大部分を失いながらも、総力戦の末に三相一体の神を打ち倒した。「魂の欠片」の最後の一つはヴァダガラの体内に埋め込まれていたため、これを以って復活したネメアーの力によって次元の扉は開かれ、人々は元の世界へと帰っていった。
だがディスノミアは、ネメアーによって次元の扉が何度開かれても、ザルガ双神によってステラへの解放が妨げられていた。ネメアー自身もこの影響下にあるため、「ヴァダガラとの戦いの末に敗北する歴史の発端」をそのたびに繰り返させられ、その数だけ平行世界が作られていった。
無数の平行世界では、人々のたどる歴史はそれぞれ異なるものとなっていた。ある世界では、アデルの子が闇の道を歩んだことで、計略のもとにヴァダガラは「魂の欠片」を先に奪われた末に死亡し、復活したネメアーもまたヴァダガラの闇に侵されて自我を失った末、皇帝となった子によって全ての力を吸収され、帝国によって闇の治世が進められていた。またある世界では、正体不明の遺跡から「エッグ」と呼ばれる意思を持った古代種の遺物が発掘され、この世界を手に入れるための暗躍がエッグによって進められ、帝国もヴァダガラも巻きこまれていった。他にも、アデルが子を作らず、なおかつ伝承法が限界を迎えたことでこれ以上無縁の後継者に引き継がせることが出来ない状況に追い込まれながらも、協力者によってアデルが蘇生し、再び帝位に就いたことでヴァダガラを迎え撃つ平行世界も存在した。
そのような無数の平行世界の一つで、重大な転換が訪れようとしていた。ネメアーとヴァダガラの戦いは創世の神話として石碑にも刻まれていたが、この石碑を調査した帝国の家臣が違和感を覚える。詳しい調査の結果、石碑に隠された「世界の成り立ちを含めた真相が書かれた真の文章」を知る。それまで帝国の家臣が知っていたのは石碑に書かれていた表向きの内容だけであり、ザルガ双神に関連する事柄はその存在自体を含めてまったく知る機会がなかった。その中でも特に問題になるのが、結末の違いはあれどヴァダガラとの戦いが繰り返されているこれらのディスノミアの並行世界群は、ザルガ双神が覚醒するとその力の影響を受けて互いに衝突させられ、そこにいた人々は魂を含めた全てが完全に消え去ることであった。そこで、事実を知った家臣の手によって、未来から過去へ夢を投射する特殊な術が使われ、この事実はアデル存命の時代の平行世界へと送り込まれた。
そして、ついに運命の日が近づこうとしていた。それは、他の平行世界と同じように、アデルが諸侯をまとめて立ち上がるためアルタメノス帝国へと帰還する最中であった。しかしその夜に異変が起こる。新月であったはずの夜空に満月が明滅し、この怪現象を目にしたアデルが、その月光の力によって消し去られた。これは、アデルがネメアーの系譜を持つことによりディスノミアの中核人物になっていたからである。そしてこの事件は、ザルガ双神による次元衝突が始まる狼煙でもあった。帝国はリーダーを失い混乱するが、ミルリクと名乗る者が助けに現れる。アデルと同様に帝王の風格を持つこの人物の手により、未来から投射された真実およびザルガ双神の計画が語られる。それを打破するためには、ディスノミアを覆う次元の檻を破壊し、ステラへと渡る必要があり、その手段であるネメアー復活のための戦いが始まる。しかし残された時間が少なく、したがって「魂の欠片」もまたごく短期間で集める必要が生じ、戦いは困難を極めた。
ネメアーを蘇らせた帝国は、真の歴史が辿るはずだったステラ世界へと攻め上る。真の歴史とは、アルタメノス帝国もそこに生きる人々もこのステラ世界に存在するというもの。しかし、ザルガ双神にとって都合の悪い人物が全てディスノミアへと隔離されていた結果、ステラはもはやザルガ双神自身および配下の魔物たちしか存在せず、生気が一切無い更地のような世界になっていた。もしもディスノミア同士が次元衝突を起こして消滅すれば、ステラ世界はこの更地のような状態から二度と覆らなくなる。
ミルリクたちはついにザルガ双神と対峙し、マグダレナを打ち倒す。残ったマグダレーネは、この事実をなかったことにするため再び過去へ遡ろうとしていた。しかし、片割れが倒されたことで次元干渉能力が不十分なものとなった結果、一度は月の光に飲み込まれ消えたはずのアデルが、無数の平行世界でそれぞれアデルの後を継いだ継承者たちを引き連れて、次元の壁を破り戻ってきた。彼らの一斉攻撃を受けたマグダレーネが過去へ遡ることもできないまま滅ぼされたことにより、ザルガ双神は、自身が歴史を書き換えようとした余波で生まれた数千数万の平行世界に生まれた皇帝たちによって滅ぼされたのである。

## 家臣
プレイヤーが操作することになるキャラクターの総称。『エンペラーズ サガ』とは異なり、物語の中核を担う「皇帝」もゲーム進行では家臣の一人として扱われ、他のキャラクターと同様に操作することになる。
- レアリティ - 低い順から「兵士」「上級兵士」「戦士」「将軍」「王者」「覇者」「皇帝」「覇王」「天帝」が存在する。上位のレアリティほど初期能力や成長の上限が高い。
  - 出撃回数 - 本作では、クエストに出撃した回数が一定に達すると、「成長限界」となり、それ以上能力値の成長が行われなくなる。また、限界に近づくほど、成長率そのものが低下していくが、その際にクエストの難易度が高ければ成長率は下がらなくなる。出撃時に、成長率が「最大」「大」「中」のうちどれに該当するかが、家臣毎に表示される。
  - :成長限界になることで成長が止まるパラメータは、アイテムによるリセットが可能で、最初から成長をやり直すことが可能。いつでもリセットが可能な「リターンオーブ」と、成長限界にならないと使用できないが直前の成長データを家臣1体につき1つだけ保存できる「メモリーオーブ」がある。
  - :成長限界に達した家臣は、「ステータスのもと」を使用することで成長を上乗せすることができる。攻撃力・防御力・すばやさにそれぞれ対応したアイテムがあり、上乗せできる上限は3つのパラメータを合計6ポイントまで。リターンオーブを使用するとこのアイテムによる上乗せも消え、アイテムは戻ってこない。
- 武器タイプ - 直接攻撃をするために各々の家臣が使うことになる武器。これによって、覚える技や属性がそれぞれ異なる。同じ家臣でもレアリティが異なれば、武器タイプは異なるケースが多々ある。
- 術属性 - いわゆる魔法による攻撃や補助を繰り出す「術」のうち、どの系統を扱えるか。武器タイプ同様に家臣によって異なるが、原則的にはレアリティが違っていても同じ術属性であり[注釈 1]、中には術を一切扱えない家臣・術属性にない術を扱える家臣もいる。
  - 技・術 - 武器を単に扱うだけの攻撃ではなく、コスト（後述）を消費して破壊力や範囲が大きい攻撃を行ったり、特殊な補助などを行う行動の総称。家臣ごとに強力な攻撃が可能な専用技である奥義や、敵の攻撃を一定確率で強制的に回避できる見切りも存在する。習得方法は内容によりいくつか存在し、いくつでも覚えることはできるが、クエストの出撃の際に持参できるのは1人4つが限度。
    - 技 - 武器を扱った攻撃（格闘による攻撃を含む）。パラメータの「攻撃力」と装備品の「攻撃性能」に依存し、おもに対象のパラメータの「防御力」と装備品の「防御性能」によって軽減される。命中値が存在しており、使い手と対象のすばやさによっては、命中値が低いと攻撃が当たらない（ミスになる）ことがある。攻撃には属性が存在し、相手の耐性によってダメージが軽減されたり増幅されたりする（戦闘中に一時的に新たな属性を付加することも可能）。
    - 術 - いわゆる魔法攻撃。パラメータの「術適性」に依存し、装備品の「攻撃性能」や対象の装備品の「防御性能」の影響を受けない。また、攻撃を外す可能性は無い。属性も技に準ずるが、戦闘中に一時的に新たな属性を付加することは不可能。
    - 術適性攻撃 - 基本的な性質は術に準ずるが、命中や属性付加については技と同様の扱いになっている。
- HP - 耐久力で、ダメージを受けると減る（そのバトルで受けたダメージのいくらかは終了後に自動回復する）。0になると戦闘不能になり、そのクエストではそれ以上戦えなくなる。成長限界まで成長の対象。
- LP - 生命力で、戦闘不能になった際に1ポイント減る（課金アイテムを使うことで減少を免れることもできる）。0になると出撃不可能になり、アイテムでLPを回復させなければ原則使用できなくなる[12]（アイテム以外でも回復方法は存在する（後述））。レアリティごとに最大値は固定。
- SP - 技や術のコストを使うため必要。ただし、技や術を使わずに武器で単に攻撃するだけなら、逆に回復する（回復量はこれまでの出撃回数に依存する）。最大値は固定だが、残量はクエストが終わると全回復する。
- 攻撃力 - 武器を扱った攻撃の強さで、高いほど与えるダメージが増加する。成長限界まで成長の対象。
  - 術適性 - 術を扱った攻撃の強さで、高いほど与えるダメージが増加する。成長することはないが、装備による補正が大きい。
- 防御力 - 敵からの攻撃を軽減する強さで、高いほど受けるダメージが減少する[注釈 2]。成長限界まで成長の対象。
  - 耐性 - 防御力とは別個に、相手からの特定の属性を持った攻撃を軽減する力。属性は6種類、状態異常は各種あり、成長することはない。
- すばやさ - ターン内での行動タイミングの早さで、高いほど先に行動できるほか、武器を使った攻撃の命中や回避にも優れる。成長限界まで成長の対象。
- 強化ポイント - 8種類の項目があり、入手したポイントを割り振ると、それぞれの項目に応じて性能が強化される。
- 装備品 - 与えるダメージを伸ばす武器・受けるダメージを減らしたり各能力値などを補強する防具・各能力値や耐性などの補強に特化したアクセサリーがある。武器と防具はショップで専用アイテムと交換して入手し、アクセサリは施設で作成する。1人につきそれぞれ1個ずつ装備できるが、武器については家臣が持つ武器タイプと同じ種類に限定される。
- DH - 部隊に組み入れていない家臣を、装備品に近い形で装備できるシステム。DHとして装備した家臣の成長具合に応じたパラメータ補強がされ、その家臣が持つ奥義をセットして使用できるようになる。ただし、命中率や消費SPのスペックは下がる。名簿上で同一の家臣や、取り扱う武器が異なる家臣をDHにすることはできない。
- ロール - 与えるダメージの増幅や受けるダメージの軽減などの補正をかける（後述）。
- タグ - 家臣が持つ性質。原作の作品名や、性別・種族など。
- コマンダースキル・サポートスキル - 上記の「タグ」に対応した家臣を強化することのできる能力。詳細は後述。

### 英傑
レアリティを上昇させる機能を持っている特殊な家臣。#協力バトルの報酬で獲得できる「戦士」レアリティの家臣を、「王者」「皇帝」そして最終的に「天帝」へと進化させることができる。
- 家臣の獲得は、専用の「英傑チケット」を用いて、ガチャ画面で獲得する。
  - 獲得する家臣は任意で選択可能。
  - 同じ家臣の獲得は8体まで。また、一度獲得した英傑の家臣を処分することは一切できない。
- 同一の家臣を、覚醒画面（#施設）で2体組み合わせることにより、レアリティが上昇する。そのため、天帝へレアリティを上昇させるには、同一の戦士が8体すべて必要になる。
  - 英傑は、レアリティの上昇のために他のアイテムも同時に大量消費することになる。レアリティごとに消費するアイテムの種類と個数は異なる。
- 個人で奥義は持たない。その代わりに、DHを2体まで装着可能。黄と緑の欄があり、緑の欄は通常の家臣のDH装着と同様だが、黄の欄に装着したDHは奥義の性能をスペックを落とさず使用可能。また、DH装着時のパラメータ補強も、2体分行われる。
- 成長の上限は、レアリティが上昇しても初期の「戦士」のままとなる。ただし、レアリティ上昇のたびにパラメータが固定で上乗せされる。

### 種族
技や術を覚える方法であり、家臣によってそれぞれ異なる。
- 人間 - 技は、敵との戦いで前触れなく突然修得する「閃き」によって行われる（術を使用した場合は閃きが行われないが、術適性攻撃を使用した場合は閃きが行われる）。術は、「術開発」という施設で開発して覚える（詳細は後述）。
- モンスター - 技・術・ロール（後述）とも、倒した敵を吸収することによって、敵に対応したものを覚える。吸収した技・術（それに付随するロール）は、最大4つまで所持でき、これらおよび奥義・見切り・「術開発」で覚えた術から自由に付け外しが可能。吸収したものが5つ以上になると、どれか1つを封印して上書きすることになるが、封印した技・術・ロールの強化状況はそのまま維持され、再び会得した際には引き続きそのスペックで使用可能。
- 妖魔 - 人間と同じセット欄が3つ、モンスターと同じセット欄が1つで構成されている。ただし、敵から覚えるものは吸収ではなく「憑依」という設定で、技・術・ロール（後述）を覚えられるほかに、敵に応じて能力値が一部強化される。憑依したものは上書き以外の方法で付け外しができない。
- メカ - 敵を倒すとランダムで学習ポイントを獲得して、ポイントを覚えたい技へ任意につぎ込むことで、必要ポイントを満たせば覚える。すでに覚えた技であっても、さらにポイントをつぎ込めば性能を上げられる。新たな上位の技を覚えるには、この既存の技の強化が必要になる。ロールも同様の方法で獲得する（後述）。術は一切覚えられない。

### 部隊
戦いとなるクエストへ出撃するために、原則で最大6名の家臣を配置することになる。
- 前線で戦う5名と、背後で味方を支援する「コマンダー」1名に分かれている。コマンダースキルおよびサポートスキルに対応する家臣全員の能力が強化されるが、コマンダースキルについてはコマンダーに置いた家臣だけが効力を発揮する。
  - コマンダーを含めた合計人数が6名揃わないと、コマンダーは配置していても出撃できない（スキルも効力を発揮しない）。
- 配置は「陣形」という並びにセットすることになり、それぞれ陣形毎に固有名が付いており、配置の形状もそれぞれ固有（例えば「フリーファイト」であれば、全員が上下一列に並ぶことになる）。攻撃には、特定の範囲にいる全員を巻き込むものがあるため、敵側の並び方を見ながら効果的に攻撃範囲に巻き込める反面、逆に敵からも範囲攻撃を受ける可能性があるため、相性が良くないと大きな被害を受ける[14]。
  - 陣形は、プレイヤーがゲームを進めて得られる経験値によって増加する。
  - 陣形の中には、特殊効果が備わったり、能力値が上下するものも存在する。ただし、特定のステータス異常などにかかった家臣がいる場合・陣形の最大人数に満たない場合は、陣形の特殊効果や能力値の修正が全て失われる。
- 出撃させていない間は、クエストで受けたHPへのダメージが自動的に回復を続ける[12]。全回復までの時間は受けたダメージに比例する。全回復を即座に終えるアイテム「傷薬」は、課金でも手に入るが、それとは別に支給品が毎日5時と17時に5個ずつ配布されている（支給品は10個までしか持てない）。傷薬で回復した場合は、時々家臣がキラキラと輝いて、一部の能力値が一時的に高まることがある（一度出撃すると元に戻る）。

## クエスト
敵モンスターとの戦いおよび、それによる戦利品の獲得、およびストーリーの進行に関わる。
- 難易度が設定されており、出現する敵の強さが異なる。原則的に黄色い「☆」型のマークの数で表現されており、赤い「☆」マークは黄色2個分。
- 画面は上下スクロールとなり、道は双六状のマスとルートで構成されている。スタート地点は一番下のマスであり、必ず「下から上へ」と進んでいく。
- 何もないマスは素通りすることになる。ただし場合によっては、ストーリーシーンが挟まれることがあり、時には選択肢が出現し、物語の進行が左右されることもある。
- マス自体に何もなくても、すぐ先にモノトーンのキャラクターが配置されている場合、それは敵キャラクターを示す。道を塞ぐ敵を排除するため、戦闘シーンへと切り替わる。
  - 戦闘はコンシューマゲームのRPGに準じたターン制バトルで、毎ターン行動の指定はできるが、攻撃の対象を選ぶことはできない。ただし攻撃の種類によって、狙いやすい相手の傾向はある。
  - 「自動攻撃」というボタンが2種類あり、家臣全員が対応する行動を自動で判断して行う。ターンが終了してもコマンド入力にはならず、続けて次のターンも攻撃を繰り返す。2種類どちらを押しても、「解除」ボタンが代わりに出現し、これを押すことでそのターンが終わったときに自動行動は停止し、コマンド入力ができる。
    - 「SPを使うな」は、コストを消費せず回復する通常の攻撃を全員が繰り返す。
    - 「全力で攻撃」は、強力な攻撃を中心に技・術を選択して行動する。

  - 陣形はコマンド入力中に自由に変更が可能で、陣形内での隊列変更もできる。いずれもターンを一切消費しない。
  - 2人以上の家臣の攻撃が続くと、連携となって通常より破壊力が上昇することがある。連携は人数が多いほど、そして後に攻撃する家臣ほど、破壊力上昇の影響を受ける。また、連携が発生すると攻撃対象が必ず同一の敵に集中する。一方、敵キャラクターも同様に連携を仕掛けてくる可能性がある[14]。
  - 敵を倒すと「ロールポイント」を獲得することがある（後述）。
  - 相手の弱点にあたる属性で攻撃すると、その旨の表示が出る。属性の大まかな括りごとに、Physical・Elemental・Magical・VSの4種類となっており、数種類の弱点にかかった場合はDual(2種類)・Triple(3種類)の表示へと切り替わる。また、その時点での攻撃においてダメージが最高値を叩き出した際はクリティカルとなり、相手の弱点にかかった場合はその弱点の数に応じてSuper(1種類)・Hyper(2種類)・Ultra(3種類)の表示になる。
  - コンフィグ機能で、簡易エフェクト機能を使用すると、攻撃の属性（対象に出現したエフェクト）・技の場合は使用した武器の種類（効果音）・術の場合は使用した術の系統（使用者側に出現したエフェクト）がわかるようになっている。
- 立て札が描かれたマスは分岐点となり、部隊を2つに分割できる。1名毎にどちらの道へ進むかを任意で決定する。
  - 分割した場合、必然的にそれぞれの部隊が5名以下になる。その際、コマンダーに配置した家臣も前線で戦うことになる（なお、6名揃っている場合でも戦闘不能者が出た場合は次のターンからコマンダーが前線へ出る）。
  - 分割中の部隊進行は、画面左側の部隊から順番に1マスずつ交互に進む。
    - 分岐先のルートで、さらに分岐することもある。その場合、分岐点に到着した側の部隊が、分岐する・しないに関わらず、他の部隊より優先的に1マスずつ前進する。

  - 赤い旗が描かれたマスが合流地点。分割した部隊が全滅せずに進軍できた場合、先着した部隊は合流までここで待機する。
- ぬいぐるみのようなキャラクターがいるマスには、「河馬人間」という登場人物がおり[注釈 3]、課金ポイントを支払うと報酬がもらえる（内容はある程度ランダム）。支払いの有無は自由で、一度支払えば画面上で報酬を受け取るシーンを見なくても、報酬は届いている。
- 宝箱のマスには、アイテムが入っており、装備品を作るための素材や、家臣の強化に使用する書物などが入っている。
- 画面上の一番上にあるマスには、緑色のローブを被った大型のキャラクターがおり、クエストのボス戦シーンになる。勝利すればそのクエストはクリアとなり、その際に宝箱のようにアイテムも手に入る。
  - 分岐した道の合流地点がボス戦発生マスになっていることもある。その場合、先着した部隊だけでまずは戦うことになるが、他の部隊は「先着部隊がボス戦へ突入した時点で、ボス戦まで残っているマス数」までのターン、合流が遅れることになる。例えば、2つの道の合流地点がボス戦になっていて、先発が到着した時点で後続がボスまで1マス残していたのなら、後続は1ターン後に合流する。
  - ボス戦に部隊のうち戦闘不能になっていない5名が集まった場合、条件を満たすと「全軍突撃」が発動し、敵パーティ全員に大きなダメージを与える。
- 危険と判断した場合、「全軍退却」でクエストの攻略を放棄することもできる。戦闘シーンでコマンド入力を終えない限りはいつでも退却可能で、コマンド入力中以外にも、戦闘シーン以外でマウスクリックすることで退却ボタンを呼び出すことも可能。
  - 全ての部隊が戦闘不能になる「全滅」でも、同じく全軍退却という扱いになるが、戦闘不能になると原則LPを消耗するため、そのリスクを承知で戦うかどうかを判断することになる。
  - いずれの方法であっても、全軍退却になった場合は一切のアイテムを持ち帰れない（河馬人間への投資報酬を除く）。ただし、戦闘による能力値の成長は保証される（技の修得などといった、能力値以外の強化は反映されない）。
  - 回線中断などが発生した場合でも、何度でもその戦闘から再開できる保証がある。ただし戦闘不能によるLP減少が発生した場合、再開後もそのLPは減ったままである。
- クリア・退却に関わらず、踏破したマス数の割合に応じて、低い順からD・C・B・A・Sのランクが付けられる。Sランクを初めて達成したクエストでは、報酬として課金ポイントのクラウンが支給される。また、クエスト選択画面では、最高記録のランクが表示される。

### クエストの種類
全てのクエストは進行手順こそ同じだが、クエストそのものに挑戦できる条件はそれぞれ異なる。
- メインクエスト - 物語を追いかけることになるクエスト。常設であり、章立てになっている（詳細は後述）。
  - クリアすると、進行度を示す「年数」のメーターが1ポイント追加され、10マスあるメーターが全て埋まると、未クリアのクエストには挑戦できなくなる。それまでの間は、クリアの順番や、特定のクエストへ挑戦しなければならないといった制約は存在せず、クリア済のクエストも再クリアすることで同様に年数が1ポイント追加される。
  - 「ストーリー」と書かれたクエストが出現することがある。これは物語を先へ進めるための重要なクエストで、上記の条件に引っかかっても挑戦できるが、1回クリアすると、物語を最終的にクリアして最初から物語をやり直さない限り、二度と挑戦できない。また、年数経過のメーターが10マス埋まってから出現するクエストは、クリアすると次の章へと進み、挑戦できるクエストは原則全て一新される。
  - 物語を構成するシーンが進軍中に出てくることも多く、選択肢によって次のクエストが変化することもある。
  - クリア経験のある全ての章のクエストを一括で選択できるヒストリーモードがあり、このモードではクエストをクリアしても年数は一切経過しない。ただし、物語進行に関わるなど一部のクエストは、クリア経験があってもこのモードでは選択できない。また、選択肢によるシナリオ分岐は行われない。
  - クリアすると、兵士・戦士の家臣を入手できることもある。
  - 最終章における最終クエストをクリアすると、再び物語は最初に戻る。そのため、クリアしていないメインクエストに挑む際にはメインストーリーの周回をすることになる。一定のストーリー周回経験がないと挑戦できないクエストもある。
    - クリアする毎に、次の物語周回を「真アデルルート」という展開にするかどうかを訊かれる[10]。このルートでは、節目の物語になるクエストのルールが、通常クエストとアビスバトル（後述）の折衷になっており、一度に1つずつしかクエストが出現しない。この特殊ルールは、基本的にアビスバトルを基準とするが、以下の例外がある。
    - #戦闘回数は3戦ではなく、通常のクエストに準じている。
    - #チャレンジリストは存在しない。総合評価の採点方法もクエストに準じている。
    - #回線切断などのエラーが発生した際は、1回だけ再開できる保証がある。
    - 選択した物語の進行によっては、真アデルルートへ進まなかった場合に「月光ルート」という特殊な展開になる[17]。このルートも真アデルルートと進行手順は一緒だが、全てのクエストがアビスバトルとの折衷になっている。
- バトルクエスト - 常設ではあるが、曜日ごとに入れ替わるクエスト。
  - 指定されたアイテムを収集する趣旨になっており、基本的にその種類のアイテムしか手に入らないが、入手数は多い。
  - クリアしても年数は一切経過しない。
  - 初級・中級・上級・超級・絶望級・煉󠄁獄級の6つに分かれており、下位クエストをクリアしないと上位クエストへは挑戦できない。
- イベントクエスト - 物語の進行とは関係なく挑戦可能で、曜日によっても変化しないが、期間限定のクエスト。
  - 中身の入れ替えはあるものの、コンテンツとしてのイベントクエスト自体は常設されている。
  - 手に入るアイテムはメインクエストとほぼ同様だが、手に入る家臣はメインクエストよりも上等な、上級兵士・将軍となっている。
  - クリアしても年数は一切経過しない。
  - 原則的に物語仕立てだが、進軍中にイベントシーンが挟まれることはなく、イベントシーンだけを個別に閲覧できる。過去に行われたイベントのストーリーシーンはホーム画面の「回想モード」よりいつでも閲覧可能。
  - 初級・中級・上級・超級・絶望級・煉󠄁獄級・アビス級・神級の8つに分かれており、下位クエストをクリアしないと上位クエストへは挑戦できない。
    - 家臣の成長率が低い難易度でもやや高く設定されており、他のクエストでのやや高い難易度相当の育成が期待できる。
    - ボスバトルに関しては、原則的にはどの難易度でも同じ敵キャラクターが相手になる。基本的なスペックは難易度に応じたものになるが、大まかな行動傾向は共通している。
    - アビス級に関しては特殊であり、メインクエストの真アデルルートの節目および、月光ルートに準拠したルールとなっている。ボスの行動傾向もやや異なっているほか、報酬も独自のものが用意されている（逆に他の難易度で手に入る報酬はアビス級では手に入らない）[18]。

  - ショップに用意された期間限定のアイテムを入手できる交換品が手に入る。
    - 期間内に対応する家臣にボーナスが定められており、部隊に入れて出撃することで、ショップのアイテム交換に必要なポイントを多く獲得できる。特に、期間内にてガチャで獲得した家臣については、ボーナス育成効果として一時的に「能力値」「強化ポイント」が最大値になった状態で使用できる。この育成効果が適用されている間はそれらのパラメータの育成ができないが、期間が終わるか、育成効果を自分の判断で解除することにより、通常の初期状態になり、育成も可能になる[19]。
- エンサガクエスト[20]
  - 『エンペラーズ サガ』のストーリーを本作で追体験するモード。ストーリーが期間限定のイベントで配信されていた作品であり、1つのイベントの物語を本作では1つのクエストとして扱い、進軍と共にストーリーを追う。
  - ルールが他のクエストとは異なっている。
    - 家臣のHP・攻撃力・防御力・すばやさ、および技・術の性能が初期値でスタートする。それ以外の強化ポイント・ロール・装備などはそのままであり、出撃回数に応じて増加するSP回復量も初期化されない。
    - 一度の出撃で発生する戦闘回数が他のクエストより多い。
    - クエスト進軍中は、他のクエストより一度に高く成長する。一度に上がる能力値の種類も多い。この成長は現在出撃中のクエストを終えるまで有効で、その後は出撃前の（初期化されていない）状態に戻る。LPも減らないので、戦闘不能になるデメリットもない。
    - 各種技を新たに覚えることはできず、学習ポイントやロールポイントの獲得も行われない。
    - 帝国軍旗（ボスバトルで1度だけ大きなダメージを与えるアイテム）・身代わり人形（戦闘不能時にLPの消耗を防ぐアイテム）・開花のお守り（家臣全員の成長率が上がるアイテム）・開花のお守りミニ（同じく、家臣1人だけを対象としたもの）は使用できない。
    - クリア報酬は最初の一度のみ。リザルト画面がなく、年表やクリア回数も保存されない。
    - 道中でアイテムを手に入れるマスはなく、分岐点も存在しない。

## 施設
出撃中でない場合、それぞれの施設で家臣の整理や強化などができる。
- 部隊編成 - 部隊の編成・陣形への配置・装備品に技や術の着脱・ステータスの閲覧ができる。不用になった家臣の処分をする「引退」もここで行う（引退をすると「徽章」が手に入り、アイテムと交換できる）。
  - 一度に部隊を複数登録でき、部隊の名前を自由に入力できる。クエスト・アビスバトル用に10種類、神々の試練用に1種類、トレジャーハント用に2種類を登録できる。装備品などの設定は、同じ部隊内でなければ、同一の装備品を別々の家臣同士で使いまわすことができる。部隊から外した家臣は、技や術の欄・装備欄・ロール欄・DH欄がすべて空白になる（妖魔の憑依を除く）。
  - 家臣の所持数は、「兵舎」と「予備兵舎」にわかれており、上限を課金アイテムで拡張可能。兵舎は通常枠となり、制限事項はないものの、拡張は割高となる。予備兵舎は文字通りの予備枠で、拡張は安価かつ大量に可能である反面、ここに入れた家臣は出撃部隊に組み込む（DH含む）・施設を利用する・皇位を継承することができず、逆にこれらの条件に該当している家臣を予備兵舎に入れることも不可能（残りLP0になった家臣も同様）。
- 倉庫 - 持ちきれなくなったアイテムなどを格納する倉庫。期限あり(15日間)と期限なしに分かれている。ホーム画面右上のアイコンから閲覧できる。
- ショップ - 課金ポイント（クラウン）や、家臣の引退で手に入る徽章や、イベントで手に入る交換品を使い、アイテムを購入できる。イベントの開催に応じて期間限定品が陳列されることもある。
  - クラウンは、課金以外にも、ログインボーナスなどで手に入ることもある。ログインボーナスは、イベントクエストやキャンペーン発生時などの「特別褒賞」が中心となるほか、毎日指定された課題を達成することでアイテムを入手できる「デイリーミッション」でも入手可能。基本的には、時間をかければ課金せずに課金アイテムを得ることもできる。課金して手に入れる「有償クラウン」と、ゲーム内で手に入る「無償クラウン」があり、基本的に使い道は同じであるが、一部有償クラウン限定で購入できるものが存在する。
- ガチャ - 家臣を即座に招集してくじ引きで入手する。
  - 名声ガチャ - クエストのクリアで必ず手に入るアイテム「名声」を消費。兵士・上級兵士・戦士が手に入る。1回召集と、2-10回まとめて召集がある。
  - チケットガチャ - 「ガチャチケット」などのチケットを消費。ガチャチケットの場合は、戦士・王者が手に入る。他のチケットがある場合、どれを消費するかを任意で選択。
  - レアガチャ - クラウンを消費。1回召集と、10回分のクラウンで11回召集がある。戦士・王者・皇帝が手に入る。特に11回召集の場合、最低1人は王者もしくは皇帝となる。キャンペーンによっては、将軍が追加で手に入ることもある。なお、有償クラウン限定で1日1回限り、1回召集が半額となっている。
  - 限定ガチャ - クラウンを消費。原則的にはレアガチャと同じだが、手に入る家臣がキャンペーンなどで登場する期間限定のものや、特定のジャンルに絞ったものになっている。キャンペーンによっては、将軍が追加で手に入ることもある。なお、有償クラウン限定で1日1回限り、1回召集が半額となっている。
  - コラボガチャ - クラウンを消費。原則的にはレアガチャと同じだが、他の作品とのコラボキャンペーンで開催されるガチャであり、期間限定のコラボ家臣を入手できることがある。なお、有償クラウン限定で1日1回限り、1回召集が半額となっている。
  - ステップアップガチャ - クラウンを消費。回数によって、消費するクラウン・召集する家臣の数がそれぞれ異なっている。特定のキャンペーンのみ開催。
  - インペリアルコイン - 上記のガチャのうち、クラウンを消費するタイプのガチャを購入した場合、入手した家臣1体あたり1枚をもらうことになる。200枚を集めることで、その際に「運営が設定した入手率の高い（ピックアップされている）家臣」1体と交換することができる。指定がない期間中に200枚貯めた場合は、「皇帝レアリティ1体が手に入るガチャチケット」との交換になる。
    - コインは、ガチャの筐体ごとに独立して貯まっていき、他のガチャへの流用は不可能。
    - 200枚が貯まった状態では、そのガチャをこれ以上購入することはできない。購入したい場合、先に交換してコインを消費する必要がある。
    - キャンペーン期間が終わると、対応していたインペリアルコインは失われ、同数のインペリアルピースになる（こちらは特定の課金アイテムと交換することができる）。
- 家臣強化 - 覚えた技の性能を強化したり、技や術の消費コストを下げる施設。クエストで手に入る「修練の手形」および、完成までの時間が必要（課金アイテムで短縮できる）。利用している最中の家臣はHPの回復が中断される。
  - 所有する家臣を消費して、修得した技・術・見切りを他の家臣へ引き継ぐ「技・術伝授」も可能。課金アイテムや、不用になった家臣を消費することで、成功率を上げられるが、失敗しても消費した家臣は戻ってこない。
  - クエストに出撃せずこの施設で家臣のパラメータを成長させることも可能。完成までは時間が必要（課金アイテムで短縮できる）。開花のお守り・同ミニの投入も可能。成長率は最も高い難易度のクエストと同様。
- 術開発 - 人間や妖魔が使える術を新たに開発したり、開発した術を覚えたり強化する施設。クエストで手に入る「術法の手引書」および、完成までの時間が必要（課金アイテムで短縮できる）。不用になった家臣を送り込むことで、施設のレベルが上がり、上位の術を開発できる。利用している最中の家臣はHPの回復が中断される。ただし合成術については、一部のキャンペーンで販売去れるものを購入する必要があり、開発して覚えることは不可能。
- 覚醒 - アイテム「天命の証」を消費するか、あるいは同一レアリティの同一家臣2体を合成して、上位レアリティに昇格させる施設。アイテムの場合は一度に1個を消費する形となり、アイテム側に設定された成功率による。同一家臣の合成の場合は、片方を消費して、もう片方を強化させる形となり、必ず成功する。該当レアリティは「皇帝（昇格後は天帝）」「覇者（昇格後は覇王）」、および「英傑」（英傑の場合は「天命の証」を使用できない）。成長や技・術の修得状況は、強化させた側の家臣の現在状況が維持されるのみで、消費した家臣の状況は一切反映されない。ただし、消費した家臣に与えていた強化ポイントは引き継がれ、ポイントに余剰分があればストックとして戻ってくる。
- 装備作成 - 家臣の装備品のうち、アクセサリを作る施設。クエストで入手できる素材が必要。不用になった家臣を送り込むことで、施設のレベルが上がり、一度に消費する素材の上限を上げたり、より上等な素材を使った装備品を作れるようになる。
- ロール習得 - 家臣の強化要素の一つである「ロール」を獲得する施設[22]。
  - クエストでの戦闘に勝利すると、その戦闘に参加していたメンバー全員がロールポイントを獲得することがある。これを希望するロールにつぎ込み、必要なポイントを満たせばそのロールのレベルが上がり、性能が上がっていく。一度に装備できるロールは1つのみ。ただし、「伝説」というタグに該当するロールは、この施設で覚えることはできず、アビスバトル（後述）で覚えることになる。
  - 種族が「人間」の家臣の場合は、ロールの新規獲得にもこのロールポイントが必要になる。人間の獲得ロールは、戦士系と魔術士系の2種類がある。それぞれ銅・銀・金の3段階があり、ロールのレベルを5まで上げると、次の段階のロールへポイントをつぎ込めるようになる。それぞれの段階はツリー式になっており、レベル5以上を満たすことで上位のロールを獲得するには、ツリーが直結していなければならない。
  - 種族が「妖魔」「モンスター」の場合は、憑依もしくは吸収した敵に応じたロールを所持しており、その敵のランクに応じて銅・銀・金のどれになるかが決まっている。獲得手段が憑依もしくは吸収であるため、1つのロールの強化が別のロール獲得に繋がることはない。装備できるロール候補は、憑依もしくは吸収している最中の敵に対応したものから選択する（妖魔は憑依スロットが1つだけなので任意での選択ができない）。装備中のロールであっても、対応する敵を新たな憑依や吸収により上書きするとロールも連動して外され、別のロールを装備することになる。ただし、過去に一度でも獲得したことのあるロールならば施設での強化は可能であり、違う敵で上書きしてもロールが同一であれば引き続き使用可能。
  - 種族が「メカ」の場合は、ロールポイントを一切獲得できず、代わりに技を覚えるための学習ポイントを消費して覚える。他の種族とは異なり、獲得したロールのレベルアップは不可能。技の修得と同じ画面で行うため、この施設は利用しない（また、この施設で覚えることはできない）。
- ミッション - 指定の条件を満たすことでアイテムが手に入る施設。
  - デイリー - 毎日提示された条件を達成することで、その都度アイテムをもらえる。毎日5時に更新される。
    - 特定のイベント中のみ追加されるミッションもある（該当イベント画面から直接ミッションの確認や報酬受け取りも可能）。

  - 実績 - デイリーより多くの条件が提示されるが、一つの条件につき報酬は1回のみで、更新もされない。ただしクリアすると上位の条件が新たに提示されるミッションもある。
- アビスバトル - 強敵とのバトルに挑む専用コンテンツに移動する（後述）。
- メニュー - プレイヤーのこれまでの履歴などを閲覧できる。
  - クエストのクリアによりプレイヤーへ経験値が入り、一定のハードルを越える毎に「プレイヤーレベル」が上がり、アイテムや支給品の傷薬が配布されるため、経験値の確認はここで行う。
  - キャンペーンなどでシリアルコードが手に入った場合の入力や、他ゲームとのタイアップ企画で入力するシリアルコードもここで確認できる。

## 物語進行
メインクエストで経過する10年分が1章として構成されており（前述）、その際にストーリーを進めるクエストをクリアすると次の章へと進行する。その際、これまで皇位の座に就いていた家臣はいなくなり、別の家臣を新たに皇位の座へ就かせることになる。なお、皇位に就いている家臣はLPが無限となっている。
- 最初の第1章で皇位の座にいるのは、物語冒頭の中心人物となっている「アデル」。
- 第2章・第3章では、所有する家臣から選択しても良いし、ゲーム側で用意された「特別候補」から選択しても良い。
  - ただし所有する家臣で皇位の座に就くことができるのは、レアリティが戦士以上に限定される。
  - これらの章では、特別候補から選択した場合でも、所有する家臣として扱われる。
- 物語の締めくくりになる第4章では、特別候補のみから選択する。
  - これをクリアすると、プレイヤーが所有する家臣などの状態はそのままに、第1章へと戻る。

本作でアイテムを使用せずにLPを回復する手段がこの皇位継承。第2章・第3章で皇位に就かせると、それぞれの章をクリアした際に一時はいなくなるが、第4章を終えた際にLPの残量が全回復した状態で、所有家臣として復帰する。
真アデルルートの場合は、1章あたりのクエスト数が10個に満たない。章毎に必要なクエスト数が異なっている。
月光ルートの場合は、1章分（10話）のみで完結する形となり、皇位継承のタイミングや人数が異なる。システム上（画面表記や年表など）は1章の扱いだが、章立てではないため、ヘルプページなどでも通常の1章とは区別されている。
- 最初に皇位の座にいるのは、通常の1章同様「アデル」。
- 月光ルートの最初の作戦をクリアした時点で皇位継承が行われ、選択可能となっているのは特別候補の「ミルリク」のみ。
  - 所有する家臣は皇位の座へは就けない。

## 神々の試練
期間限定のキャンペーンのうち、クエストではない形式のイベントの一つ。シリーズの過去作品に登場した「神々」と言われる登場人物が主催する設定で、戦闘シーンだけを連続で行う内容。
- クエストと異なり、数回の戦闘だけで構成されたステージ制。ステージ数は作中で「第1の試練」などと表現される。一度クリアしたステージへの再挑戦はできない（最終ステージを除く）。
- ルートの分岐が一切存在せず、同じステージならば必ず同じ戦闘内容になる。
- 部隊編成は、クエストへ出撃する部隊とは別個に組む（クエストの出撃メンバーであってもよい）。
  - 部隊そのものは2つ設定可能で、出撃前にどちらを使用するか選択することになる。
  - 最大11名で、前線に出るのは5名だが、控えにも5名を配置でき、戦闘中は陣形変更の隊列変更と同じ手順で前線と控えの交代が可能。
  - コマンダーは、前線と控えを含めて残り4人以下にならないと、戦闘には直接参加できない。また、合計人数が11名揃わないと、コマンダーは配置していても出撃できない。
  - 戦闘不能となった家臣は、控えに生存者がいれば自動的に交代させられ、前線の生存者と控えの戦闘不能者の交代はできない。
- 戦闘不能になってもLPは減らないほか、出撃回数が加算されず、成長や技の修得なども一切行われない。
- 挑戦するためには、挑戦するためのポイントを必要とする。1ポイントあたり数時間で回復するが、課金アイテムによってポイントを即時補充することもできる。
- クリア報酬はステージ毎に用意され、全ての報酬が予め告知されている。
- ランキング形式のイベントになっており、キャンペーン期間終了時点のランクへ対応した報酬が別個手に入る。ランキングの付け方は、より多くのステージをクリアしたプレイヤーが上位となる。
  - 同率であればより早い時間に達成したプレイヤーを優先する。
  - クリアできなかった場合でも、そのステージの何回目の戦闘まで辿りついたかでランキングが付く。
  - 最終ステージをクリアしたプレイヤーが複数いる場合は、クリア回数の多いプレイヤーを優先する。
  - スタート地点は、前回クリアしたステージの半分（小数点以下切り捨て）までの範囲から好きな場所を選択できる。ただし1回のイベントにつき選択は1回のみであり、やり直しは利かない。また、これによりパスしたステージの報酬は獲得できない。
- 回線切断時などに同一地点から再開できる保証は、1か所あたり1回となっている。

## トレジャーハント
期間限定のキャンペーンのうち、他のユーザーの部隊を相手に戦うイベント。リアルタイムでの対戦ではなく、他のユーザーが登録した部隊が通常の敵モンスター同様に自動操作でプレイヤー部隊の相手となる。
- まず最初に、それぞれのプレイヤーは自分の部隊の強さを測定するための「ランクチャレンジ」に挑戦する。ランクは「ディガーランク」と呼ばれ、ここで運営側が用意した対戦相手と連戦を行い、勝利数によって決定される。1日1回チャレンジ可能で、再チャレンジでは前回からの続きとなるため、ランクを後から上げることもできる。
- ランクを決めたら「財宝探索」へ挑戦することになり、現在のランク内から好きなランクを毎回選択して出撃することになる（高ランクを選択するほど優良な報酬に手は届きやすいが、対戦相手も強くなる）。クエストと同様のマップを辿りながら、途中の宝箱を取るために道中で他のプレイヤーの部隊を相手に戦いつつ進軍することになる。宝箱の色は木製・銀製・金製の3種類で、後者ほど良質なアイテムが入っているが、宝箱までのルートは多くの分岐が存在するため、どのルートを進むかを決めながらの進行になる。ゴール地点にある報酬や、途中で戦う相手部隊の詳細は、あらかじめ確認可能。
- 戦闘で与えるダメージが他のモードとは異なる。
  - 家臣の取り扱う武器種の属性によって、優劣が「斬>打>突>斬」の三すくみになっている。ただし、武器種と異なる属性の攻撃を扱っていても、この優劣が変化することは無い。また、どれにも該当しない「メカ」や、斬・打・突の枠組み3種のうち2種以上の武器を扱える家臣は、この三すくみに該当せず、他との優劣が存在しない。弱点表示のうちVSはこのモードで使用される。
- 挑戦するためには、挑戦するための「戦闘ポイント」を必要とする（神々の試練とは別種のアイテムである）。1ポイントあたり数時間で回復するが、課金アイテムによってポイントを即時補充することもできる。
- 財宝探索を途中で退却した場合、クエストとは異なり、途中までに集めたアイテムを持ち帰れる。また、戦闘に敗北しても戦闘ポイントの追加消費によって再戦が可能。再戦時は、相手側の消耗はそのままで、自軍のHPとSPが全回復した状態からスタートする。また、その出撃が終わるまでは、攻撃力・防御力・すばやさの3つにボーナスがかかる。
- 家臣の成長や技などの修得は不可能だが、ロールポイントや学習ポイントの取得は可能。

## 協力バトル
期間限定のキャンペーンで開催され、他のユーザーと協力することで強敵を打倒するイベント。
- 上述の「イベントクエスト」に併設される形で開催され、対戦相手となるキャラクターはイベントクエストのボスバトルに登場する相手と同一である。
- イベントクエストの報酬で手に入る「作戦書」を用いることで新たなバトルを発生させることが可能。
  - バトルを発生させた「主催者」は、ボスを倒せなかった場合、他のユーザーに「救援要請」ができる。これにより他のユーザーにもバトル発生状況が開示される。他のユーザーに対するフォロー機能があり[26]、開示対象を「相互フォロー」「フォロワー」「全ユーザー」の3つから選択できる。
  - すでに開示されているバトルには途中参加が可能。ただし一度参加すると、そのバトルが終了するまでは参加状態を解除することはできないため、参加は先着順になる。1つのバトル発生につき、参加人数の上限は主催者含めて20名。
  - 主催者が、自分自身もしくは相互フォローのユーザーであれば、与えるダメージに10%のボーナスが入る。
- バトルの参加には、「共闘ポイント」と呼ばれるアイテムが必要となる。2時間ごとに1ポイントが回復し、最大6ポイントまで蓄積される。主催時でも途中参加でも同様に消費される。
  - 1個消費で参加すれば通常のダメージを与えられるが、2個同時に消費するとダメージは2.5倍となり、3個同時に消費するとダメージは4倍になる。
- 三すくみ（#トレジャーハント参照）のシステムが一部使われており、有利な相性であれば与えるダメージが大きく、受けるダメージが小さくなる（トレジャーハントとは異なり、不利な相性にはならない）。ただし、イベント実装時に指定された「ボーナス家臣」の場合は、武器種に関係なく強制的に有利な扱いとなる。
- 倒すことが出来た場合、参加したユーザーにそれぞれ報酬が与えられる。
  - もしも自分がバトル参加していない間にほかのユーザーによってそのバトルに勝利していた場合、バトル発生中のリストにある「討伐（バトル参加）」のボタンが「確認」に変わっており、ここをクリックすることで報酬を受け取れる。
  - 主催したバトルに勝利した場合の「主催者報酬」、主催者以外の参加者に与えられる「参加者報酬」、ボスのHPの10%以上のダメージを与えたユーザーへの「貢献者報酬」、ボスに高いダメージを与えたユーザーへの「MVP報酬」、与えたダメージに比例してもらえる「ダメージ報酬」の5部門がある。ダメージ報酬以外は、部門毎に設定されている候補から1つがランダムで与えられ、複数の部門に当てはまるユーザーへは部門ごとに報酬が配られる[27]。
  - バトル発生後1時間30分以内に倒すことが出来なければ、そのバトルは消滅し、参加したユーザーが報酬を獲得することはできない。ただし「ダメージ報酬」だけは、討伐の結果に関係なく、参加するたびに獲得できる。
- 参加したバトルに勝利した回数に応じた「討伐数報酬」が個人に対して別個用意されており、これは勝利した回数が一定になるごとに必ず配布される。ただし、共闘ポイントを多く消費した場合でも、勝利した回数に反映されることはない。
- 難易度は易しいものから順番に「超級」「絶望級」「煉獄級」があり、高い難易度ほどボスのスペックが上がる反面、勝利時の報酬候補も良いアイテムになっていく。なお、「討伐数報酬」はどの難易度でも変わりない。

## アビスバトル
強敵との連続戦闘に挑戦するコンテンツ。期間限定イベントではなく、メインクエスト同様に常設であり、いつでも挑戦できる。クエストや神々の試練で登場したボスクラスの敵キャラクターが、HPを大幅に増加して1体ずつ登場する。敵のリストはあらかじめ挑戦前に見ることができる。
- 戦闘は1回の挑戦につき3戦。部隊編成はクエストのものを使用する。各種技の修得や、戦闘後の成長は行われない。
- 戦闘不能になってもLPは減らない。勝敗や退却にかかわらず、戦闘終了後はHPとLPが挑戦前の状態に戻る。
- 開花のお守り（同ミニ含む）・身代わり人形・帝国軍旗は使えない。
- クリア報酬は、初回クリアと、「チャレンジリスト」という特別な条件を初達成した場合に、それぞれ異なるものが配布される。事前に報酬の確認が可能。
  - チャレンジリストは、「誰も戦闘不能にならない」「部隊4人以下でスタートする」「弱点属性を突いたクリティカルダメージを全ての相手に出す」の3つ。
  - クエストと同じように総合評価が存在するが、チャレンジリストを一度の挑戦でいくつ達成したかで決定される。
- 他のコンテンツで使用できる技や術のほかに、LPを1ポイント消費してHPとSPを全回復される「回復」という行動が使える。LPの残りが1だと使用できない。
  - 皇位継承中でLPが無限になっている家臣も、ここではレアリティに応じた有限のLPが与えられる。
- 他のコンテンツでは回線切断などのエラーが発生した際に再開できる保証がある（コンテンツによってその回数は異なる）が、このコンテンツではその保証がない。
- 戦闘勝利時まで生き残っていた家臣は、「伝説」タグのロールを覚えることが出来る。ただし、その時に対応する「伝説」ロールが実装されているバトルに限られる。
  - 「伝説」のロールは、人間種族でもそれぞれのロールが孤立しており、ツリー式にはなっていない。また、一部には装備できないロールがあり、獲得した時点で常時効果を発揮するようになる。

## 終了したコンテンツ

### コンバット
期間限定のキャンペーンのうち、クエストではない形式かつ、他のユーザーの部隊を相手に戦うイベント。2017年10月19日のメンテナンスを以って終了した。トレジャーハント同様に予め登録した部隊が相手として登場するが、トレジャーハントと異なる点としては、バトルのみが数回行われ、負けた場合に再戦できないことである。
- クエストと異なり、5回の戦闘で構成されたラウンド制。
- 各ラウンドの開始前に対戦相手が4人分提示され、プレイヤーはこのうち任意で相手を選択する。
- 部隊編成は、クエストへ出撃する部隊とは別個に2つ組む（クエストの出撃メンバーであってもよい）。対戦相手を選択する際、どちらの部隊で挑むかを選択する。
  - 最大6名で、前線の5名とコマンダー1名で構成し、合計人数が6名揃わないとコマンダーは配置していても出撃できない。
- 戦闘不能になってもLPは減らないほか、出撃回数が加算されず、成長や技の修得なども一切行われない。残りHPと残りSPは、各ラウンドが終了するたびに挑戦前の値へと戻される。
- 勝ち進んだラウンド数に応じて、「武勲ポイント」というスコアが加算され、一定値に達するごとに報酬が手に入る。
- ランキング形式のイベントになっており、キャンペーン期間終了時点のランクへ対応した報酬が別個手に入る。ランキングの付け方は、より多くの武勲ポイントを獲得したプレイヤーが上位となる。
  - 獲得日時が異なっていても、武勲ポイントが同点であれば順位は同率。
- 戦闘内容はトレジャーハントの財宝探索における対戦と同様。
- 特定の条件を満たした家臣の能力値にボーナスが追加される「開催ルール」が定められている。
- 回線切断時などに同一地点から再開できる保証は、1か所あたり1回となっている。

## 問題と対策
サービス開始当初は、減ったLPを回復させる手段がないことや、HP回復時間の長さ、皇位継承対象がプレイヤーの手持ちの家臣に限られていること・それが1回きりの継承の使い捨てになっていたことなどから、難易度が高すぎるという指摘をユーザーから受けていた。そのため、前述の通りLPの回復手段を実装させ、HPの回復時間を短縮させるなど、重要な要望をゲームバランスへと反映させ、システムを改良させている。開発ノートによって現在の改良予定を大まかに知ることができる。

## スタッフ
- プロデューサー：広野啓
- エグゼクティブプロデューサー：河津秋敏[2]
- キャラクターデザイン：小林智美、倉花千夏[34]
- サウンド：伊藤賢治、成田勤、上倉紀行、弘田佳孝[35]
- シナリオ：とちぼり木、ベニー松山[2]

## 関連商品

### 音楽
- 『インペリアル サガ オリジナル・サウンドトラック』スクウェア・エニックス、2015年9月16日

### 書籍
- 『インペリアル サガ 公式設定資料&画集 アルタメノス伝書』ISBN 978-4757555402 / スクウェア・エニックス、2017年12月15日